# Loa Janan
Loa Janan est un kecamatan d'Indonésie située dans le kabupaten de Kutai Kartanegara.

## Démographie
En 2005 sa population était de 56 071 habitants.